# Luigi Poggi (Segler)
Luigi Guglielmo Teresio Maria „Luigi Mino“ Poggi (* 11. März 1906 in Genua; † 19. April 1972 ebenda) war ein italienischer Segler.

## Erfolge
Luigi Poggi, der für den Yacht Club Italiano segelte, wurde 1936 bei den Olympischen Spielen in Berlin in der 8-Meter-Klasse Olympiasieger. Er war Crewmitglied der Italia unter Skipper Giovanni Reggio, die eine der sieben Wettfahrten und mit 55 Punkten die im Olympiahafen Düsternbrook in Kiel stattfindende Regatta knapp vor der Silja aus Norwegen und der Germania III aus dem Deutschen Reich mit jeweils 53 Punkten gewann. Neben Poggi gehörten außerdem Luigi De Manincor, Domenico Mordini, Bruno Bianchi und sein Bruder Enrico Poggi zur Crew. Bei den Olympischen Spielen 1948 in London startete Poggi in der 6-Meter-Klasse. Mit der Ciocca II beendete als Crewmitglied unter Giovanni Reggio die Regatta auf dem achten Platz.